# Аньор, Бернардо
Берна́рдо Аньо́р Ако́ста (исп. Bernardo Añor Acosta; род. 24 мая 1988, Каракас, Венесуэла) — венесуэльский футболист, вингер.
Младший брат Бернардо, Хуанпи также профессиональный футболист и выступает за испанскую «Малагу».

## Клубная карьера
Аньор начал заниматься футболом в академии клуба «Каракас» в родном городе.
В 2007 году Аньор переехал в США и поступил в Южно-Флоридский университет, где изучал коммерцию. Во время обучения Бернардо выступал за команду учебного заведения. В 2010 году он числился в составе клуба летней лиги PDL «Брейдентон Академикс», но так и не провёл за него ни одного матча.
В начале 2011 года Аньор был выбран на драфте под 48-м номером клубом «Коламбус Крю». 26 марта 2011 года в матче против «Нью-Йорк Ред Буллз» он дебютировал в MLS. 19 июня в поединке против «Хьюстон Динамо» Бернардо забил свой первый гол за «Коламбус».
В декабре 2014 года Аньор был обменян в «Спортинг Канзас-Сити» на распределительные средства.
В феврале 2016 года Аньор отправился в аренду на сезон в клуб NASL «Миннесота Юнайтед». 2 апреля в матче против «Каролина Рэйлхокс» он дебютировал за новую команду.
24 января 2017 года Аньор был подписан клубом-новичком MLS «Миннесота Юнайтед», образованным на основе бывшего клуба NASL. Весь 2017 год Бернардо не играл из-за травмы, и по завершении сезона его контракт не был продлён.
В начале 2018 года Аньор вернулся в Венесуэлу, в клуб «Каракас», воспитанником которого является.

## Достижения
Командные
 «Спортинг Канзас-Сити»
- Обладатель Открытого кубка США: 2015

 «Каракас»
- Чемпион Венесуэлы: 2019